# Mare Australe (Gradfeld)
Das Mare-Australe-Gradfeld gehört zu den 30 Gradfeldern des Mars. Sie wurden durch die United States Geological Survey (USGS) festgelegt. Die Nummer ist MC-30, das Gradfeld umfasst das Gebiet von 0° bis 360° westlicher Länge und von −90° bis −65° südlicher Breite.
Das Gradfeld bedeckt den Südpol inklusive der Eiskappen. Der Name kommt von einem Albedo feature im Planum Australe, eine den Südpol umgebende Eiskappe.  Der Mars Polar Lander zerschellte in dieser Region.